# Flughafen Chōfu

i7
i11
i13
Der Flughafen Chōfu (japanisch 調布飛行場 Chōfu Hikōjō, ICAO-Code: RJTF) ist ein kleiner Flughafen der japanischen Stadt Chōfu in der Präfektur Tokio. Hauptsächlich werden hier Flüge der Shin Chūō Kōkū zu den südlich von Tokio liegenden Izu-Inseln durchgeführt. Ansonsten wird er noch von der allgemeinen Luftfahrt genutzt.